# Armando Cascione
Armando Cascione (Napoli, 20 marzo 1961) è un ex calciatore italiano, di ruolo libero o stopper.
È padre dell'ex calciatore Emmanuel Cascione. Ha altri due figli: Davide (1987), e Asia.

## Carriera

### Club
Cresciuto nel Napoli, debutta nella Serie A 1980-1981 il 14 settembre 1980 in Napoli-Catanzaro totalizzando a fine stagione 15 presenze. In seguito passa al Catanzaro, dove giocherà la maggior parte della sua carriera, disputando nel suo primo anno 6 gare in Serie A e poi all'Avellino disputando altre 12 partite in massima serie e segnandovi due reti.
Nel 1983 torna a Catanzaro dove gioca tre anni fra Serie B e Serie C. In seguito va al Pietrasanta e poi torna due anni a Catanzaro, prima di passare ai "cugini" della Reggina in Serie B.
Dal 1990 scende in Serie C1 nel Campania Puteolana e poi in Serie C2 nel Viareggio. Chiude la carriera giocando in squadre dilettantistiche toscane come Sestese e Chianciano.
In carriera ha totalizzato complessivamente 33 presenze e 2 reti in Serie A e 149 presenze e 7 reti in Serie B.

### Nazionale
Il 18 aprile 1981 giocò la sua unica partita con la Nazionale Under-21 contro i pari età della Germania Est, sconfitti per 1-0.

## Palmares

### Giocatore

#### Competizioni giovanili
- Campionato Primavera: 1

Napoli: 1978-1979